# Elektronische Fahrplanauskunft (Software)
Das Verkehrsinformationssystem Elektronische Fahrplanauskunft (EFA) ist ein Softwareprodukt der Firma MENTZ GmbH, das dem Nutzer hilft, seine Fahrt oder Reise zu planen. Die EFA-Software wird von zahlreichen Verkehrsunternehmen weltweit verwendet, um ihren Passagieren Fahrplaninformationen und Reiseroutings zur Verfügung zu stellen. Es umfasst alle Verkehrsarten, wie öffentlicher Verkehr (Bus, Bahn, Flüge), Fußwege, Radverkehr und motorisierter Individualverkehr; deshalb ist EFA ein intermodales Informationssystem.

## Basisfunktionen der EFA
Die Basisfunktionen umfassen die öffentliche Internetfahrplanauskunft, die Auskunft für die Kundenberatung im Callcenter sowie die Auskunft für Mobilitäts- und Sehbehinderte. Die Funktionalität des Abfahrtmonitors zeigt die nächsten Abfahrtmöglichkeiten von einer bestimmten Haltestelle an.

## Ausgabekanäle der EFA
Nicht nur über das Internet können Kunden Fahrplaninformationen der EFA abfragen, sondern auch über mobile Endgeräte:
- Offline
- SMS
- Via Online Browser
- Via Online Java

EFA kann auch in Systeme mit Spracherkennung und künstliche Sprachausgabe integriert werden:
- Sprachgesteuerte Auskunft

Zusätzlich bietet die EFA verschiedenste Möglichkeiten zur Druckausgabe im Internet:
- Aushangfahrpläne
- Fahrplanbuchseiten
- Linienverlaufspläne
- Stadtplanausschnitte

Für die maschinelle Weiterverarbeitung der Informationen existiert auch eine JSON-basierte API.

## Echtzeitinformationen

### Echtzeitereignisse (Incident Capturing)
Durch das Incident Capturing System (ICS) von mdv wurde die Möglichkeit geschaffen, „aktuelle Informationen“ an die EFA weiterzugeben. Es können Text- und Bildinformation zusammen mit der Auskunft ausgegeben werden. Des Weiteren können auch kurzfristige Störungsmeldungen in die Reiseplanung einfließen. Mit Hilfe des Incident Capturing Systems können darüber hinaus „aktuelle Informationen“ an Fremd-Systeme über definierte Schnittstellen (z. B. TPEG) weitergegeben werden.

### Fahrplanauskunft mit Echtzeit- und Prognose-Daten
Leitstellen, die während des Betriebs die tatsächliche Fahrplanlage ihrer Fahrzeuge kennen, können diese Echtzeit- und Prognose-Daten an die EFA weitergeben. Somit ist die EFA in der Lage, diese hochaktuellen Informationen innerhalb von Sekunden bei allen Auskünften zu berücksichtigen. Die EFA kann so einen Abfahrtsmonitor anzeigen, mit allen aktuellen Informationen zur Pünktlichkeit oder Verspätung von Zügen und Bussen.

## Individualverkehr in der EFA

### Fahrradrouting
Mit der EFA können auch Fahrradrouten berechnet werden. Dabei ist die Attribuierung von Straßen von entscheidender Bedeutung. Fahrradwege am Straßenrand können genauso erfasst werden wie Freizeitradwege.
Durch eine Gewichtung der unterschiedlichen Attribute im Routing-Algorithmus lassen sich Fahrradrouten berechnen, die sicher sind und den persönlichen Vorlieben des Fahrradfahrers entsprechen.

### Pkw-Routing
Das intermodale Informationssystem EFA ermittelt die optimale Verbindung verkehrsmittelübergreifend zwischen einer Start-Ziel-Relation. Es können sowohl monomodale Fahrten mit dem motorisierten Individualverkehr und/oder dem öffentlichen Verkehr (ÖV) als auch Szenarien (Park-and-ride, Kiss-and-ride, …) berechnet werden.
Für eine Pkw-Fahrt kann der kürzeste, der schnellste oder der kostengünstigste Weg angefragt werden. Routen über Zwischenziele sind möglich.

## Referenzen
1. ↑  Python-Projekt "EFA-Departures". Beispiel für Nutzung der EFA-Programmierschnittstelle. Abgerufen am 23. Dezember 2024.